# لغة خورتية
اللغة الخورتية أو لغة خورطا أو خوردن، (بالإنجليزية Khortha أو Khotta)، (بالهندية खोरठा भाषा).
يعتبرها البعض عامية مشتقة عن اللغة الماثيلية
في إحصاء 2001 قدر عدد الناطقين بها حوالي 4,725,927 مليون نسمة.
وهي لغة محكية في ولايات هندية، كجهارخاند وبهار خصوصا.
واللغة الخورتية باعتبارها فرعا مشتقا من اللغة الماثيلية، فهي بذلك تعتبر واحدة من مجموعة اللغات البهارية المنتشرة في الهند الشرقية وأجزاء من النيبال وبعض مناطق بنغلاديش وبورما.
وبناءا على هذا التصنيف تعتبر اللغة الحورتية بانتمائها للغة المايثيلية ثم إلى مجموعة اللغات البهارية، لغة هندو آرية، تنتمي إلى عائلة اللغات الهندو-أوروبية القديمة.